# يارفسو

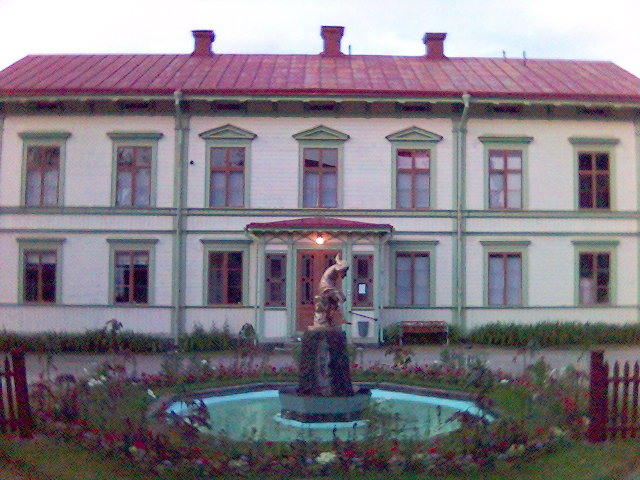
Stengård في يارفسو

يارفسو (بالسويدية: Järvsö) ، قرية صغيرة تتبع لبلدية  اليوسدال (بالسويدية: Ljusdal )  في مقاطعة  يافلبورغ السويدية. بلغ عدد سكان قرية يارفسو ال 1407 مواطن في عام 2010. ويعني الجزء الأول من اسم القرية باللغة السويدية Järv حيوان الشره. تشتهر يارفسو بمنحدرات التثلج المتواجدة فيها (بالسويدية: Järvsöbacken)، وكذلك بحديقة الحيوان الموجودة فيها (بالسويدية:Järvzoo) والتي تضم تشكيلة واسعة من حيوانات دول الشمال، يوجد في يارفسو أيضاً عدد من الفنادق.